# Coeficiente de Ineficiência
O Coeficiente de Ineficiência é uma tentativa semi-humorística de C. Northcote Parkinson de definir o tamanho de um comitê (ou qualquer outro tipo de órgão que toma decisões) em que ele se torna completamente ineficiente. Trata-se basicamente de um modelo matemático para recomendar que "se você tem uma decisão importante a tomar, não inclua muita gente".
No livro Parkinson's Law: The Pursuit of Progress (Londres, John Murray, 1958) um dos capítulos é dedicado à seguinte questão: como os comitês, gabinetes governamentais e outros tipos de órgãos são criados e crescem até atingir o ponto em que não são relevantes, ou são assim desde o início.